# Purperschaaltje
Purperschaaltje (Lecidella) is een geslacht van korstmossen uit de familie Lecanoraceae.

## Soorten
Volgens Index Fungorum telt het geslacht 156 soorten (peildatum december 2021):
| Soortnaam                                      | Auteur(s)                                  | Publicatiejaar |
| ---------------------------------------------- | ------------------------------------------ | -------------- |
| Lecidella achrista                             | (Sommerf.) Britzelm.                       | 1907           |
| Lecidella achristotera                         | (Nyl.) Hertel & Leuckert                   | 1969           |
| Lecidella aegaea                               | Knoph & Sipman                             | 1999           |
| Lecidella aemulans                             | Arnold                                     | 1872           |
| Lecidella aenea                                | (Schaer.) Lojka                            | 1869           |
| Lecidella aeneola                              | Arnold                                     | 1873           |
| Lecidella aequata                              | (Flörke) Kremp.                            | 1861           |
| Lecidella aeruginea                            | (H.G. Falk) Hertel                         | 1981           |
| Lecidella aeruginea                            | (H.G. Falk) Knoph & Leuckert               | 1997           |
| Lecidella aeruginosa                           | Stein                                      | 1879           |
| Lecidella alaiensis                            | (Vain.) Hertel                             | 1973           |
| Lecidella alba                                 | (Hepp) Hertel                              | 1981           |
| Lecidella albida                               | Hafellner                                  | 2001           |
| Lecidella albidocinerella                      | (Vain.) Hertel                             | 1981           |
| Lecidella alboflava                            | Körb.                                      | 1861           |
| Lecidella ambigua                              | Körb.                                      | 1855           |
| Lecidella anomaloides (klein purperschaaltje)  | (A. Massal.) Hertel & H. Kilias            | 1980           |
| Lecidella aptrootii                            | Knoph & Garnitz                            | 1999           |
| Lecidella asema (zeepurperschaaltje)           | (Nyl.) Knoph & Hertel                      | 1990           |
| Lecidella atrosanguinea                        | (Flörke) R. Sant.                          | 1993           |
| Lecidella aurata                               | Knoph & Leuckert                           | 2000           |
| Lecidella azurea                               | (Kremp.) Körb.                             | 1861           |
| Lecidella borealis                             | Körb.                                      | 1855           |
| Lecidella botryosa                             | Arnold                                     | 1871           |
| Lecidella brunneola                            | Rehm                                       | 1874           |
| Lecidella brunneri                             | Arnold                                     | 1878           |
| Lecidella buelliastrum                         | (Müll. Arg.) Rambold                       | 1989           |
| Lecidella bullata                              | Körb.                                      | 1861           |
| Lecidella caesiocinerea                        | (H. Magn.) Hertel                          | 1981           |
| Lecidella carpathica (donker purperschaaltje)  | Körb.                                      | 1861           |
| Lecidella chiricahuana                         | Knoph & Leuckert                           | 2004           |
| Lecidella chodatii                             | (Samp.) Knoph & Leuckert                   | 1990           |
| Lecidella commutata                            | Knoph & Leuckert                           | 1999           |
| Lecidella conferenda                           | (Nyl.) Arnold                              | 1876           |
| Lecidella conspurcatosorediosa                 | (Harm.) Diederich                          | 1989           |
| Lecidella crystallina                          | V. Wirth & Vězda                           | 1975           |
| Lecidella cyanea                               | Körb.                                      | 1861           |
| Lecidella cyanosarca                           | (Zahlbr.) Hertel                           | 1971           |
| Lecidella decolor                              | (Arnold) Arnold                            | 1877           |
| Lecidella destituta                            | Kantvilas & Elix                           | 2013           |
| Lecidella dimelaenophila                       | Hertel                                     | 1977           |
| Lecidella dirumpens                            | (Hertel & Poelt) Hertel & Poelt            | 1981           |
| Lecidella dispar                               | Rehm                                       | 1876           |
| Lecidella dolosa                               | (Ach.) Stein                               | 1879           |
| Lecidella ecrustacea                           | (Anzi ex Arnold) Arnold                    | 1874           |
| Lecidella elabens                              | Körb.                                      | 1861           |
| Lecidella elaeochroma (gewoon purperschaaltje) | (Ach.) M. Choisy                           | 1950           |
| Lecidella elaeochromiza                        | (Nyl.) M. Choisy                           | 1950           |
| Lecidella eluta                                | Körb.                                      | 1855           |
| Lecidella emergens                             | (Müll. Arg.) Eitner                        | 1901           |
| Lecidella enalliza                             | (Nyl.) Syd.                                | 1887           |
| Lecidella enteroleucella                       | (Nyl.) Hertel                              | 1977           |
| Lecidella epichromatica                        | (Zahlbr.) Hertel                           | 1971           |
| Lecidella euphorea                             | (Flörke) Kremp.                            | 1861           |
| Lecidella exilis                               | Körb.                                      | 1855           |
| Lecidella exornans                             | (Nyl.) Arnold                              | 1878           |
| Lecidella flavosorediata (fijne mosterdkorst)  | (Vězda) Hertel & Leuckert                  | 1969           |
| Lecidella flavovirens                          | Kantvilas & Elix                           | 2013           |
| Lecidella frigida                              | Hertel                                     | 1985           |
| Lecidella glabra                               | Kremp.                                     | 1861           |
| Lecidella glaucina                             | Rehm                                       | 1875           |
| Lecidella goniophila                           | (Flörke) Körb.                             | 1855           |
| Lecidella granulata                            | (H. Magn.) R.C. Harris                     | 1987           |
| Lecidella granulosula                          | (Nyl.) Knoph & Leuckert                    | 2000           |
| Lecidella greenii                              | U. Rupr. & Türk                            | 2011           |
| Lecidella hansatica                            | Körb.                                      | 1874           |
| Lecidella herteliana                           | Knoph & Leuckert                           | 1994           |
| Lecidella inamoena                             | (Müll. Arg.) Hertel                        | 1971           |
| Lecidella incongrua                            | (Nyl.) Arnold                              | 1874           |
| Lecidella incongruella                         | (Vain.) Hertel & Leuckert                  | 1969           |
| Lecidella instrata                             | (Nyl.) M. Choisy                           | 1950           |
| Lecidella intricata                            | (Hepp) Bausch                              | 1869           |
| Lecidella irrorata                             | Körb.                                      | 1861           |
| Lecidella lacteola                             | (Nyl.) Hertel & Leuckert                   | 1969           |
| Lecidella lacticolor                           | Arnold                                     | 1881           |
| Lecidella lahmii                               | Hepp ex Körb.                              | 1861           |
| Lecidella latypea                              | (Ach.) P. Syd.                             | 1887           |
| Lecidella laureri                              | (Hepp) Körb.                               | 1855           |
| Lecidella lecanoricola                         | Alstrup, D. Hawksw. & R. Sant.             | 1990           |
| Lecidella leprothalla                          | (Zahlbr.) Knoph & Leuckert                 | 1997           |
| Lecidella leptoderma                           | (Duby) Clauzade & Cl. Roux                 | 1985           |
| Lecidella leuckertiana                         | Knoph & Mies                               | 1995           |
| Lecidella leucomarginata                       | Kantvilas & Elix                           | 2014           |
| Lecidella lignicola                            | Eitner                                     | 1911           |
| Lecidella mandshurica                          | S.Y. Kondr., Lőkös & Hur                   | 2015           |
| Lecidella meiococca                            | (Nyl.) Leuckert & Hertel                   | 1990           |
| Lecidella meridionalis                         | Elix & P.M. McCarthy                       | 2018           |
| Lecidella micacea                              | Körb. ex Poetsch                           | 1858           |
| Lecidella micacea                              | Körb.                                      | 1861           |
| Lecidella micropsis                            | (A. Massal.) Körb.                         | 1861           |
| Lecidella microspora                           | (Nyl.) Arnold                              | 1878           |
| Lecidella montana                              | Kantvilas & Elix                           | 2013           |
| Lecidella mosigii                              | Körb.                                      | 1861           |
| Lecidella nashiana                             | Knoph & Leuckert                           | 2004           |
| Lecidella neglecta                             | Stein                                      | 1879           |
| Lecidella nigrella                             | A. Massal.                                 | 1861           |
| Lecidella nodulosa                             | Körb.                                      | 1861           |
| Lecidella occidentalis                         | Elix & P.M. McCarthy                       | 2018           |
| Lecidella oceanica                             | Lu L. Zhang & Xin Y. Wang                  | 2012           |
| Lecidella ochracea                             | Arnold                                     | 1858           |
| Lecidella ochromela                            | (Hepp) Arnold                              | 1871           |
| Lecidella ohlertii                             | Körb.                                      | 1861           |
| Lecidella opponenda                            | Arnold                                     | 1873           |
| Lecidella pallida                              | Körb.                                      | 1861           |
| Lecidella pantherina                           | (Hoffm.) Stein                             | 1879           |
| Lecidella parasema                             | Arnold                                     | 1873           |
| Lecidella patavina                             | (A. Massal.) Heufl.                        | 1871           |
| Lecidella personata                            | Körb.                                      | 1855           |
| Lecidella placidensis                          | (H. Magn.) R.C. Harris                     | 1988           |
| Lecidella placodina                            | (Nyl.) Hertel                              | 1973           |
| Lecidella pontifica                            | Körb. ex Stein                             | 1879           |
| Lecidella praespersa                           | (Nyl.) Mas. Inoue                          | 1995           |
| Lecidella proludens                            | (Nyl.) Arnold                              | 1873           |
| Lecidella protracta                            | (Darb.) Hertel                             | 1984           |
| Lecidella protrusa                             | (Fr.) Körb.                                | 1855           |
| Lecidella pruinosa                             | Körb.                                      | 1855           |
| Lecidella pruinosa                             | ** steriza Kremp.                          | 1861           |
| Lecidella psoroides                            | (Hepp) Arnold                              | 1870           |
| Lecidella pulveracea                           | (Flot. ex Schaer.) P. Syd.                 | 1887           |
| Lecidella pulvinatula                          | Arnold                                     | 1880           |
| Lecidella punctuliformis                       | (Nyl.) Kalb                                | 1986           |
| Lecidella pungens                              | (Körb.) Körb.                              | 1875           |
| Lecidella ramulosa                             | (Th. Fr.) Eitner                           | 1901           |
| Lecidella rhaetica                             | (Th. Fr.) Körb.                            | 1861           |
| Lecidella riphaea                              | Körb. ex Stein                             | 1873           |
| Lecidella sabuletorum                          | Körb.                                      | 1855           |
| Lecidella scabra (grijsgroene steenkorst)      | (Taylor) Hertel & Leuckert                 | 1969           |
| Lecidella schistiseda                          | (Zahlbr.) Hertel                           | 1983           |
| Lecidella scotina                              | Körb.                                      | 1861           |
| Lecidella sendaiensis                          | (Zahlbr.) Mas. Inoue                       | 1995           |
| Lecidella siplei                               | (C.W. Dodge & G.E. Baker) May. Inoue       | 1991           |
| Lecidella spectabilis                          | (Flörke) Körb.                             | 1855           |
| Lecidella spilota                              | (Fr.) Körb.                                | 1855           |
| Lecidella spitsbergensis                       | (Lynge) Hertel & Leuckert                  | 1969           |
| Lecidella stigmatea (steenpurperschaaltje)     | (Ach.) Hertel & Leuckert                   | 1969           |
| Lecidella subcongrua                           | (Nyl.) R. Sant.                            | 1993           |
| Lecidella subcongrua                           | Vitik., Ahti, Kuusinen, Lommi & T. Ulvinen | 1997           |
| Lecidella subkochiana                          | (Leight.) J. Lahm                          | 1883           |
| Lecidella sublapicida                          | (C. Knight) Hertel                         | 1983           |
| Lecidella subviridis                           | Tønsberg                                   | 1992           |
| Lecidella sudetica                             | (Körb.) Stein                              | 1879           |
| Lecidella theiodes                             | (Sommerf.) Körb.                           | 1855           |
| Lecidella tiarata                              | Körb.                                      | 1855           |
| Lecidella timidula                             | (Th. Fr. & Almq. ex Th. Fr.) R. Sant.      | 1993           |
| Lecidella tumidula                             | (A. Massal.) Knoph & Leuckert              | 1997           |
| Lecidella umbratilis                           | Arnold                                     | 1871           |
| Lecidella varangrica                           | Haugan & Tønsberg                          | 2018           |
| Lecidella variegata                            | (Fr.) Arnold                               | 1868           |
| Lecidella violaceofuliginea                    | (Vain.) Kalb                               | 1982           |
| Lecidella viridans (groen zeepurperschaaltje)  | (Flot.) Körb.                              | 1855           |
| Lecidella vorax                                | Leuckert & Poelt                           | 1987           |
| Lecidella vulgata                              | (Zahlbr.) M. Choisy                        | 1950           |
| Lecidella wulfenii                             | (Ach.) Körb.                               | 1861           |
| Lecidella xylogena                             | (Müll. Arg.) Kantvilas & Elix              | 2013           |
| Lecidella xylophila                            | (Th. Fr.) Knoph & Leuckert                 | 1997           |
| Lecidella yunnanensis                          | Ekanayaka, & K.D. Hyde                     | 2019           |